# Cielo González Villa
Cielo González Villa (Pitalito, Colombia, 12 de marzo de 1970) es una política y abogada colombiana.

## Trayectoria
Ha desarrollado el cargo de gobernadora del departamento del Huila tras ganar las elecciones su partido con mayoría absoluta. Del mismo modo ha sido alcaldesa  de Neiva y diputada a la Asamblea Departamental del Huila. En el año 2007 fue agregada diplomática en la Embajada de Colombia en Uruguay.
Estudió Derecho y Ciencias Políticas en la Universidad Externado de Colombia, con posgrado en Gestión de Entidades Territoriales y Derecho Público en la Universidad Nacional de Colombia. Está casada y es madre de una niña y un niño.
El 9 de enero de 2013 fue destituida de su cargo como gobernadora por una inhabilidad de 3 años para ejercer cargos públicos emitida por la Procuraduría General de la Nación.
En mayo de 2018, se le relaciona con Germán Trujillo Manrique, contratista del Programa de Alimentación Escolar (PAE) Santander vigencia 2016, quien tenía vigente una orden de captura en su contra por irregularidades en el programa de hace dos años y el cual se escondía desde diciembre en una finca en Boyacá.

## Condena
El lunes 17 de junio de 2024, fue condenada a seis años y siete meses de prisión por la sala de Primera Instancia de la Corte Suprema por los delitos de corrupción, peculado y falsedad ideológica, además de fijarle el pago de una multa, luego de hallarse irregularidades en las firmas de contratos que habrían favorecido a la Fábrica de Licores de Antioquia. Dictada la sentencia y a los fines del cumplimiento de la pena, fue alojada en la cárcel El Buen Pastor de Bogotá.
En febrero de 2025 se da a conocer que en diciembre del 2024 es trasladada a una finca de carabineros de la Policía en Bogotá, un lugar en el que no hay restricción de movilidad.